# Bhasan Char
Bhasan Char is een 38 km2 afgelegen eiland in de Golf van Bengalen in het subdistrict Hatiya van Bangladesh. Het eiland vormt een groot dichtbevolkt vluchtelingenkamp, met de Bengaalse regering aan het plannen om meer dan tienduizenden Rohingya daar te laten verhuizen. Het eiland is kwetsbaar voor overstromingen en cyclonen.